# アロンソ・ルイスパラシオス
アロンソ・ルイスパラシオス（スペイン語: Alonso Ruizpalacios, 1978年 - ）は、メキシコ・メキシコシティ出身の映画監督・脚本家。

## 経歴
メキシコシティに生まれ育ち、メキシコシティで舞台監督を学んだ後、イギリスのロンドンに移って王立演劇学校で演技を学んだ。イギリスでは舞台と映画の脚本を書いたり監督したりしている。短編映画『Café Paraíso』は映画祭でいくつかの賞を受賞した。メキシコのシンガーソングライターであるナタリア・ラフォルカデの『Hasta la Raíz』のミュージックビデオを手掛けている。
2014年には初長編映画『グエロス』を製作した。この作品は白黒映画であり、ルイスパラシオスは監督のほかに脚本も務めている。2015年のアリエル賞では作品賞・デビュー作品賞・監督賞・音響賞・撮影賞の5部門で受賞した。
2018年にはガエル・ガルシア・ベルナルを主演に据えて第2作『Museo』を製作した。第68回ベルリン国際映画祭ではコンペ部門に出品され、ルイスパラシオスはマヌエル・アルカラとともに銀熊賞 (脚本賞)を受賞した。

## フィルモグラフィー
- 2014  Güeros『グエロス』（監督・脚本）
- 2018 Museo（監督・脚本）
- 2022 アウターレンジ ～領域外～ Outer Range (監督)
- 2025 ラ・コシーナ/厨房 La cocina (監督)